# Olympisches Museum

Logo

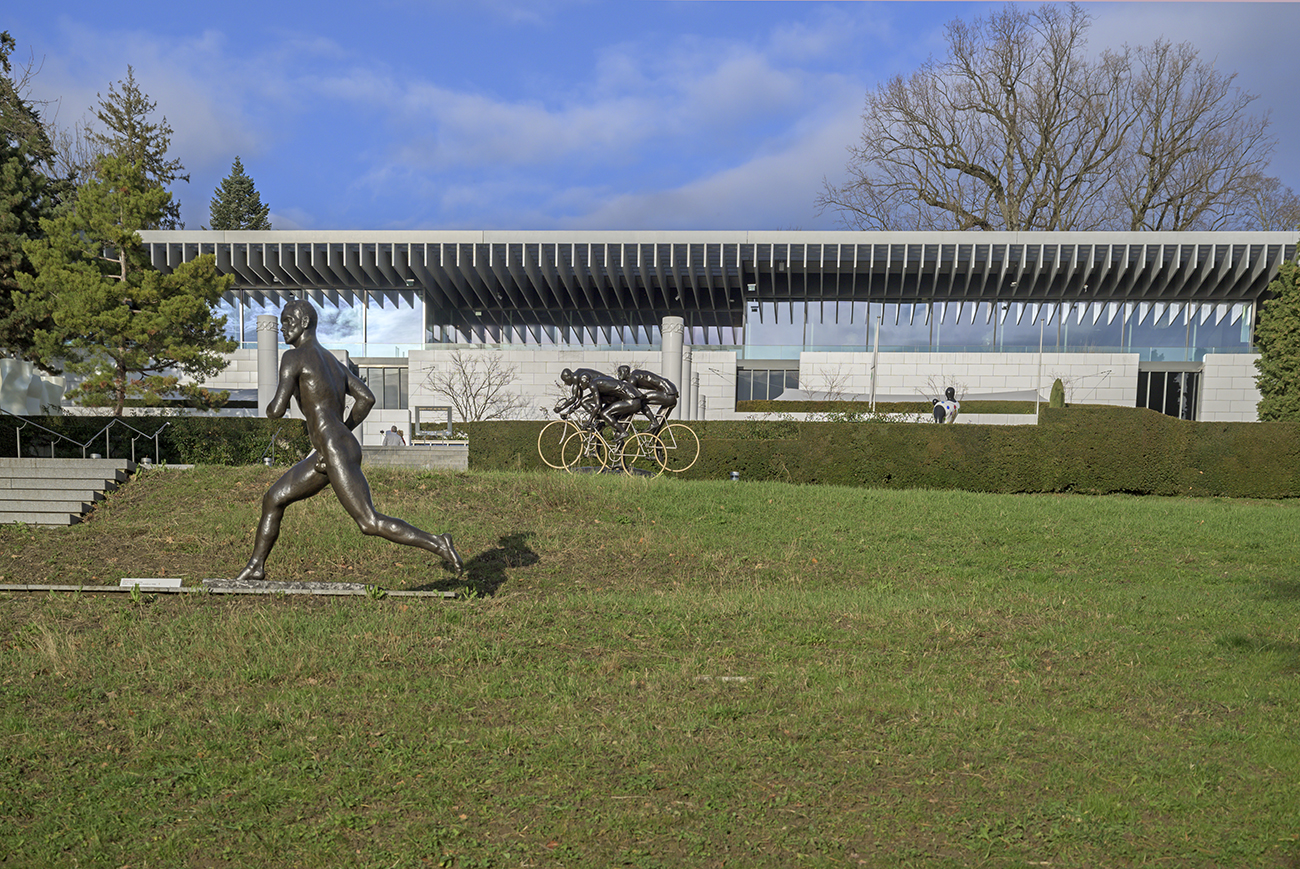
Olympia-Museum, Lausanne

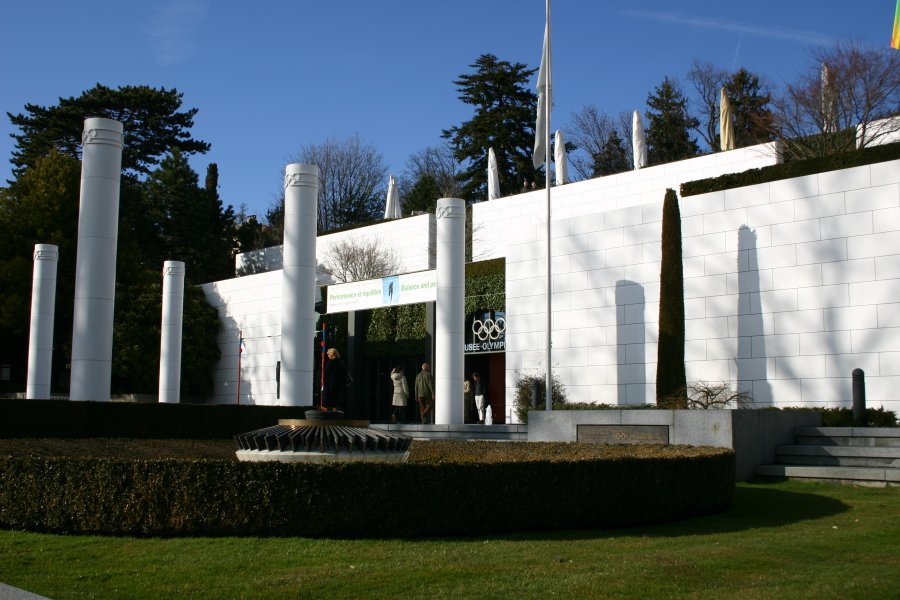
Olympisches Museum

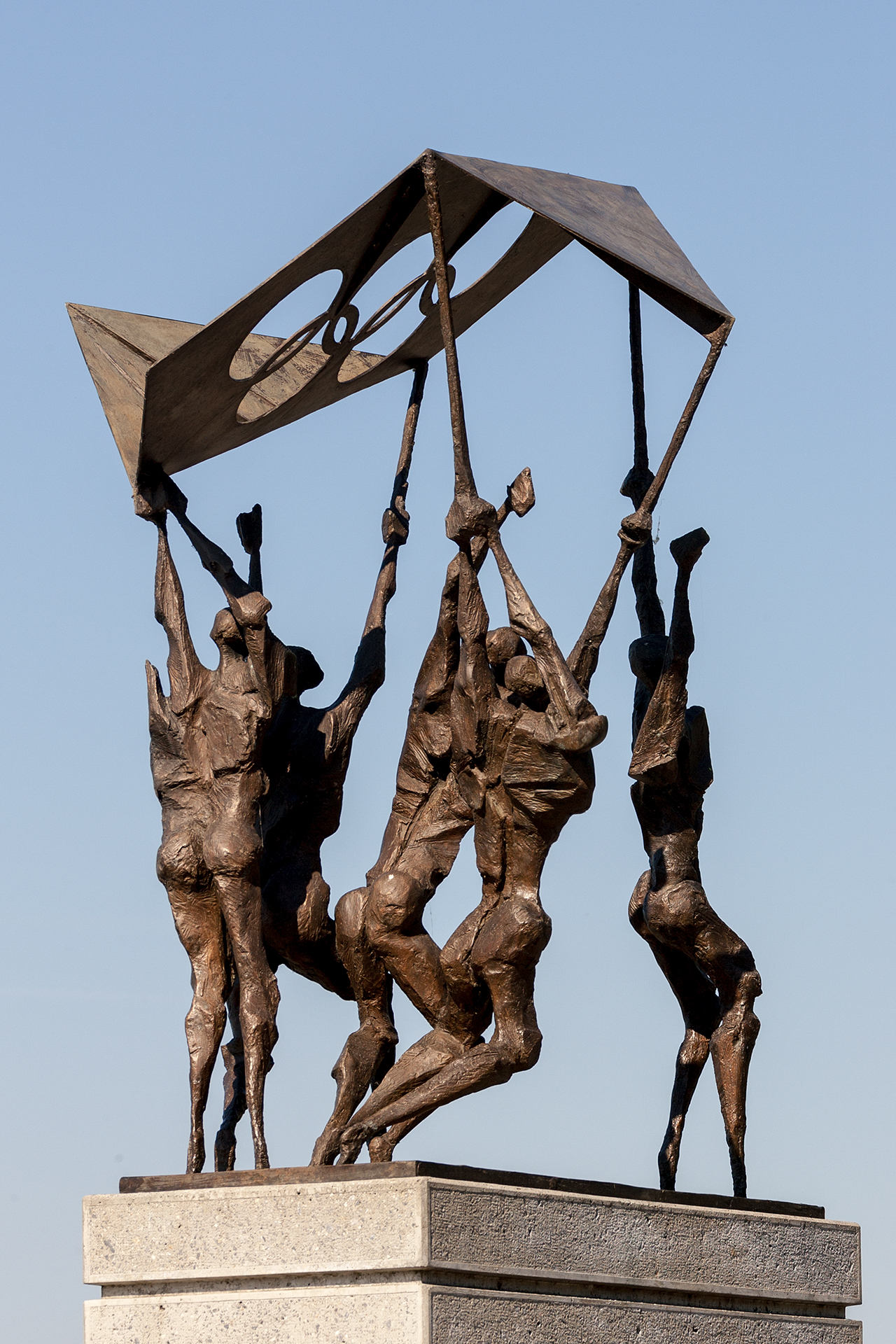
Skulptur am Genfersee

Das Olympische Museum (franz. Musée olympique) in der «olympischen Hauptstadt» Lausanne wurde am 23. Juni 1993 auf Initiative von Juan Antonio Samaranch eröffnet.

## Lage
Das Olympische Museum befindet sich im Stadtteil Ouchy am Ufer des Genfersees in einem modernen Gebäude neben einer Villa, die seit Jahrzehnten im Eigentum des Internationalen Olympischen Komitees (IOC) ist.

## Sammlung und Ausstellungen
Das Museum bringt ein Stück Sport- und Kulturgeschichte auf spielerische Weise näher, u. a. durch audiovisuelle Shows und Originalutensilien bekannter Olympioniken aus aller Welt. Mehrmals im Jahr ergänzen temporäre Ausstellungen die permanente Sammlung. Besondere Erwähnung verdient die philatelistische Sammlung des IOC.
Neben den Ausstellungsräumen beherbergt das Museum ein olympisches Studienzentrum mit Bibliothek, eine Videothek mit Filmmaterial zur olympischen Geschichte und mehrere Auditorien. Im Park vor dem Museum sind Skulpturen ausgestellt, die sich auf Sportarten oder die griechische Antike beziehen.

## Diverses
Im Vorfeld der Bewerbung Naganos als Austragungsort der Olympischen Winterspiele 1998 stiftete Yoshiaki Tsutsumi 20 Millionen Dollar für den Bau des Museums. Nicht zuletzt deshalb wurden auch Korruptionsvorwürfe gegen das Internationale Olympische Komitee (IOC) um die Vergabe der Spiele laut.
Bei der Einweihungsfeier 1993 entzündete Katarina Witt im Museumspark das olympische Feuer, das seither ständig brennt.
1995 wurde das Olympische Museum vom Europarat zum Europäischen Museum des Jahres gekürt und erhielt für ein Jahr Henry Moores Skulptur The Egg als Leihgabe.
Im Rekordjahr 2001 verzeichnete das Museum 211'360 Besucher, 2007 waren es 180'914 respektive seit Juni 1993 insgesamt 2'607'413 Personen.
Im Jahr 2013 wurde das Museum renoviert und erweitert. So wurden neue Themenkreise eingebettet, eine neue Parkanlage geschaffen und die Ausstellungsfläche verdoppelt. Am 21. Dezember 2013 erfolgte die Neueröffnung.